# 奧德羅普格園林博物館
奧德羅普格園林博物館（丹麥語：Ordrupgaard）是一所国家级艺术博物馆，坐落于丹麦哥本哈根北部Jægersborg Dyrehave附近。它是北欧迄今收藏19世纪和20世纪初期丹麦和法国重要艺术珍品的博物馆。
Ordrupgaard始创于1916-1918期间，其创始人是Hafnia公司的前执行董事兼国会议员威廉·汉森（Wilhelm Hansen ,1868-1936年）和他的妻子Henny Hansen。

## 丹麦艺术收藏精品
丹麦王国的黄金时代在诸多艺术名家的杰作中被展现得淋漓尽致，例如C.V. Eckersberg, Christian Købke, Johan Thomas Lundbye, P.C. Skovgaard 和Wilhelm Marstrand. 
但是该博物馆主体部分的收藏品还是体现出了威廉.汉森对某些艺术大师作品的浓厚兴趣，例如：L.A. Ring, Vilhelm Hammershøi 和 Theodor Philipsen，以及他对来自Fynbo的画家兼儿时好友Johannes Larsen, Fritz Syberg 和Peter Hansen的难以忘怀之情。

## 法国美术经典收藏品
威廉.汉森最大的愿望就是让丹麦人了解19世纪的法国艺术。他首批购买的收藏品就出自Claude Monet, Alfred Sisley, Camille Pissarro, Edgar Degas 和Auguste Renoir 之笔。与此同时，他还把主要焦点放在了法国的印象流派上。为了清晰地体现该流派，他还收藏了一些19世纪前期和后期的优秀作品。因此，Ordrupgaard艺术博物馆还具有雄厚的实力向世人展示画家Eugène Delacroix的浪漫主义，Théodore Rousseau的巴比桑画派，Gustave Courbet的现实主义，Édouard Manet的现代思想和Paul Gauguin的象征主义。

## Ordrupgaard在1918年9月14日正式落成
在1916至1918年间，威廉和他的妻子筹备兴建了由建筑师Gotfred Tvede（1863-1947年）精心设计的豪华古宅Ordrupgaard。在此期间，宽敞的庭园也在造园师Valdemar Fabricius Hansen（1866-1953年） 的布置指导下完成。1918年9月14日， Ordrupgaard艺术博物馆正式剪彩落成，威廉在开幕演讲中表示馆内珍藏的所有艺术品最终归国家所有。

## Ordrupgaard成为一所国家级艺术博物馆
威廉于1936年去世后，他的妻子Henny Hansen一直在Ordrupgaard内独自生活，直至1951年离开人世。此后，该夫妇生前所拥有的私人住宅、庭园和所有艺术收藏品全部归国家所有。自1953年起，Ordrupgaard正式作为一所国家级艺术博物馆对外开放。

## Ordrupgaard 的扩建
2005年，由伊拉克出生的建筑师札哈·哈蒂（Zaha Hadid, 1950-2016）为Ordrupgaard所设计的扩建部分正式开业剪彩。1150平方米的扩展空间对先前的展馆布局在空间、气候和安全方面都进行了全方位的提升，其建筑主体由玻璃和黑色混凝土构成。2021年，挪威斯諾赫塔建築事務所(Snøhetta) 為法國藝術藏品設計建成地下藏舘，地面露出部分為該舘的波浪形鋼構屋頂，吸收並反射不斷變化的光綫，與館内法國印象派藝術家捕捉到的充滿光綫的瞬間相呼應。目前，Ordrupgaard已成为一所可以主办各种展览会的国际级展馆。

## 家具设计师芬•尤爾（Finn Juhl）之家
在1941年至1942年期间，家具设计师芬·尤爾亲自在Ordrupgaard隔壁设计和布置了自己的私家住宅。在丹麦，该住宅是一所最具实用设计的单一家庭式建筑。芬·居尔在1989年去世前一直与妻子在此居住。自遗孀Hanne Wilhelm Hansen离开后，该房屋的内部布局从未被改动过。自2008年起，该住宅作为Ordrupgaard艺术博物馆的一个独立部分对外开放，在此由衷地感谢Birgit Lyngbye Pedersen的私人捐助。

## 相关网站
- www.ordrupgaard.dk （页面存档备份，存于）
- Ordrupgaard - Facebook
- Ordrupgaard in KID（页面存档备份，存于）

55°46′01″N 12°33′48″E / 55.76694°N 12.56333°E
1. ↑  . Ordrupgaard Museum.   [2025-04-23]. （原始内容存档于2024-12-14）.